# Свірський ВТТ
Сві́рський ВТТ (рос. Свирьский ИТЛ, Свирьлаг) — підрозділ, що діяв у системі виправно-трудових установ СРСР з 17.09.31 по липень 1937.

## Підпорядкування і дислокація
- ГУЛАГ ОГПУ з 17.09.31;
- ОЛТПиМЗ (відділ таборів, трудпоселень і місць ув'язнення) УНКВС по Ленінградській області з 08.05.35.

Дислокація: Ленінградська область, ст. Лодєйне Поле Кіровської залізниці.

## Виконувані роботи
- заготівля дров для Ленінграда
- виробництво ширвжитку,
- робота на лісозаводі, деревообробному заводі,
- цивільне та залізничне будівництво,
- с/г

## Чисельністьз/к
- 12.32 — 47 400;
- 01.01.34 — 43 770,
- 01.01.35 — 40 761;
- 01.06.35 — 44 273;
- 01.01.36 — 34 856,
- 01.01.37 — 22 774